# Scotch and Wry
Scotch and Wry foi uma série de televisão escocesa produzida pela BBC Scotland e estrelando a Rikki Fulton, tendo sido exibida em vinte e quatro episódios em duas temporadas, entre os anos de 1978 e 1992.
Em um dos episódios, a série retratou a Política de contratação do The Rangers Football Club, onde o treinador do Rangers (interpretado por Rikki Fulton) involuntariamente concorda em contratar um jovem jogador católico (Gerard Kelly), por recomendação de um olheiro do Rangers (Gregor Fisher). Quando o jogador diz que teve que sair de uma partida mais cedo para assistir à missa, o treinador tenta encontrar desculpas para rescindir o contrato para evitar violar a política.